# قرية سلقي - مسيد مار
قرية سلقي تقع في الولاية الشمالية محافظة دنقلا محلية القولد في السودان، في مساحة قدرها (3) كيلومترات مربعة، تحدها من الناحية الشمالية قرية دمبو ومن الجنوب قرية شبعانة ومن الشرق يفصلها النيل من قرية أم كرابيج ومن الغرب الصحراء الكبرى. وهي علي بعد 6 كيلومترات من مدينة القولد. 
ويقدر سكانها بحوالي (2000) نسمة نصفهم من المقيمين في العاصمة أو من المغتربين خارج الوطن لتحسين الوضع المعيشي.
توجد هنالك عدد أثني عشر ساقية تروى عن طريق الطلمبات وهي من الشمال إلى الجنوب: ساقية الخبرا، ساقية أحمد نوري، ساقية البصرة، ساقية الفقرة، ساقية( ود الفحل الفحلاب) ساقية عمر، ساقية الضكير، ساقية سلي كلي، ساقية علي، ماجد كلي، بشير كلي، الإيودسكي، ساقية البوب، ساقية النور، كلحا، وتسمية هذه السواقي ترجع في أغلبها إلى أسماء العائلات أو كبارها.
كانت الزراعة في السابق عن طريق الساقية والشادوف وكان الري بهذه الطريقة لا يغطي مساحات واسعة ولكنها كانت تفي باحتياجاتهم الشخصية وتتكون الساقية من ترس خشبي كبير مربوط عليه قواديس من الفخار وكانوا يزرعون الذرة والسمسم والقمح والأعلاف البسيطة لحيواناتهم.
واليوم توجد مشاريع بإمكانيات أفضل من ذلك بكثير منها مشروع سلقي بالغرب والشرق ومشاريع أخرى صغيرة يمتلكها بعض الأفراد.
كانت للقرية مشيخة كبيرة لحل مشاكل القرية من نزاعات تطرأ على الأراضي وحل المشاكل الاجتماعية بين السكان إلى أن جاءت اللجان الشعبية لتحل محلها.
كما لقرية سلقي رابطة اجتماعية نشطة تقوم بأعمال جليلة لإعمار القرية وتنميتها وحل مشاكل القرية والقرى المجاورة وقامت هذه الرابطة بتسيير قوافل طبية وأكاديمية كان مقرها نادي الترسانة بالقرية وتسهيل كل ما أمكن عمله لخدمة أهالي القرية ومن إنجازات هذه الرابطة الفتية القيام بأكبر مشروع للزواج الجماعي في الولاية الشمالية بتنظيمها الزواج الجماعي الأول عام 2000م والذي ضم ثلاثة عشر زيجة بكافة مستلزماتها وتلاها الزواج الجماعي الثاني عام 2001م لعدد إحدى عشر زيجة بكامل تكاليفها وواصلت مسيرتها الميمونة بتنظيمها الزواج الجماعي الثالث عام 2002م وبكامل مستلزماته إلى أن وصل عدد الزيجات الجماعية 5 زيجات مكللة بالنجاح.. وكل هذا كان باتحاد أبناء المنطقة داخل وخارج السودان وخاصة ان للقرية جمعيات متفرقة في دول المهجر السعودية.قطر.الإمارات.فرنسا.أمريكيا ساهمو جميعا في مشاريع سلقي متمثلا في المرافق العامة وكذلك الزيجات الجماعية..كما لا ننسى دور رابطة طلاب سلقي بالجامعات والمعاهد العليا في انجاع كافة مشاريع المنطقة حيث كانو بمثابة العمود الفقري لكل النشاطات.
وأيضا شفخانة ونادي الترسانة التي تستقبل سنويا قوافل صحية وثقافية.